# مؤسسه فردوسی

نشان مؤسسه فردوسی برای مطالعات فارسی

مؤسسه فردوسی (انگلیسی: Firdeusi Institute)، یک مؤسسه غیرانتفاعی و سازمان غیردولتی مطالعات ایرانی و فارسی است که فعالیت‌های علمی و پژوهشی مستقل انجام می‌دهد و برپایه امور و گرایش سیاسی یا مذهبی مغرضانه نیست.
این مؤسسه در قالب یک مرکز (بدون عضویت) توسط دو بنیانگذار: دانشگاه مارین بارلتی (Marin Barleti University) و بنیاد فرهنگی سعدی شیرازی ایران در ادامه گسترش مناسبات فرهنگی میان دو کشور ایران و آلبانی و به لطف توافقنامه همکاری در ۶ اکتبر ۲۰۱۰ (چهارشنبه ۱۴ مهرماه ۱۳۸۹) در تیرانا تأسیس شده‌است.
مراسم افتتاح و راه اندازی در ۲۹ اکتبر سال ۲۰۱۰ (جمعه هفتم آبان‌ماه ۱۳۸۹) برگزار شد و با شروع اولین پژوهشکده مطالعات زبان فارسی در آلبانی و در سطح دانشگاه با نام «مؤسسه مطالعات ایران‌شناسی فردوسی» آغاز به کار کرد.
نام مؤسسه «فردوسی» از ابوالقاسم فردوسی طوسی یکی از بزرگترین شاعران، نویسندگان و متفکران زبان فارسی می‌آید که به عنوان پدر مطالعات ایران‌شناسی در سراسر جهان شناخته شده‌است. این انتخاب به عنوان یک ادای احترام به «هزاره شاهنامه فردوسی» توسط یونسکو در سال ۲۰۱۰ نیز است که مؤسسه اعلام کرد این لوگو با الهام از نام شاعر و با عناصر خوشنویسی از زبان فارسی آمیخته شده‌است.